# Fernando Lapuente
Fernando Lapuente, född 31 januari 1928, död 2 september 1993, var en argentinsk friidrottare. Han deltog vid olympiska sommarspelen 1948.